# 卢旺库尔
卢旺库尔（法語：Louvencourt，法語發音：[luvɑ̃kuʁ]）是法国上法蘭西大區索姆省的一个市镇，属于亚眠区。

## 地理
卢旺库尔（50°5'38"N, 2°29'57"E）面积7.74 平方千米，位于法国上法蘭西大區索姆省，该省份为法国北部沿海省份，北起加来海峡省和北部省，西接滨海塞纳省和大西洋英吉利海峡，南至瓦兹省，东临埃纳省。
与卢旺库尔接壤的市镇（或旧市镇、城区）包括：欧蒂、阿舍昂纳米耶努瓦、阿尔凯沃、比莱萨图瓦、莱阿尔维莱尔、沃谢勒莱索蒂。

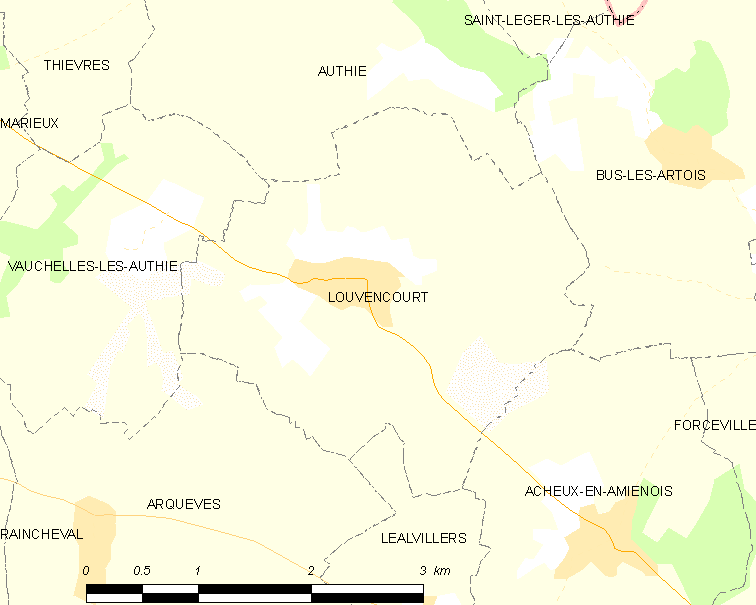
卢旺库尔的OSM定位图

卢旺库尔的时区为UTC+01:00、UTC+02:00（夏令时）。

## 行政
卢旺库尔的邮政编码为80560，INSEE市镇编码为80493。

## 政治
卢旺库尔所属的省级选区为阿尔贝县。

## 人口

1962-2008年间卢旺库尔人口变化图示

卢旺库尔于2022年1月1日时的人口数量为295人。